# Српска кућа у Подгорици
Српска кућа, као друштво с ограниченом одговорношћу, основана је у марту 2017. Идеју групе истакнутих српских интелектуалаца и јавних радника да се формира једна оваква институција подржао је и тадашњи предсједник Владе Републике Србије, Александар Вучић. Донацијом Владе Републике Србије купљен је и опремљен пословни простор и створени неопходни услови за рад Српске куће.
Зграда Српске куће отворена је 15. фебруара 2019. на Дан државности Србије у Подгорици. Српска кућа, иако првенствено намијењена српским ствараоцима, отворена је да под веома повољним условима пружи услуге и другима и да за њих организује све оне активности за које је опремљена.

## Корисници
У окиру Српске куће смјештене су и дјелују бројне организације српске науке и културе. То су: Матица српска, Институт за српску културу, редакција часописа Српски југ, Удружење књижевника Црне Горе, ИН4С, Српска телевизија, Српске новине, Српски радио, Српска књижевна задруга, Српски културни клуб „Завјет”.